# Michael Wiedenkeller
Michael Wiedenkeller (ur. 10 stycznia 1963) – szwedzki szachista, reprezentant Luksemburga od 2010, mistrz międzynarodowy od 1984 roku.

## Kariera szachowa
W latach 1979–1982 trzykrotnie reprezentował Szwecję na mistrzostwach świata i Europy juniorów w kategoriach do 18 i 20 lat. W 1977 r. zdobył tytuł mistrza Szwecji juniorów, natomiast w 1990 – seniorów. W swoim dorobku posiada również 2 srebrne (1983, 1992) oraz 2 brązowe (1987, 1988) medale indywidualnych mistrzostw Szwecji.
Odniósł kilka sukcesów w turniejach międzynarodowych, m.in. I m. w Eksjö (1983), I m. w turnieju Rilton Cup w Sztokholmie (edycja 1985/86) oraz dz. I m. w tym turnieju w edycji 1986/87 (wspólnie z Juanem Manuelem Bellonem Lopezem, Larsem-Ake Schneiderem i Iwanem Radulowem) oraz dz. II m. w Bonnevoie (1999, za Ludgerem Körholzem, wspólnie z Vlastimilem Jansą). W 2009 r. zdobył w Differdange tytuł indywidualnego mistrza Luksemburga. W 2011 r. podzielił II m. (za Erikiem Blomqvistem, wspólnie z Erikiem Hedmanem) w Västerås. W 2014 r. zwyciężył w turnieju strefowym (eliminacji mistrzostw świata), rozegranym w Larnace.
W 2010 r. zadebiutował w reprezentacji Luksemburga na szachowej olimpiadzie w Chanty-Mansyjsku.
Najwyższy ranking w dotychczasowej karierze osiągnął 1 sierpnia 2013 r., z wynikiem 2479 punktów zajmował wówczas 1. miejsce wśród luksemburskich szachistów.